# 씨티그룹
씨티그룹(영어: Citigroup Inc.)은 미국의 대형 금융 서비스 기업이다.

## 개요
1998년 4월 7일, 미국계 은행인 씨티코프(Citicorp)와 금융 서비스 그룹인 트래블러스 그룹(Travelers Group)의 일대일 합병에 의해 생겨났다. 씨티코프의 존 S. 리드와 트래블러스의 샌포드 I. 워일이 최고경영자의 역할을 분담했다. 그들은 각자의 영역에서 최고의 존경을 받아왔으며, 이러한 리더십의 공유가 궁극적으로 고객과 주주들의 이익을 극대화할 수 있는 방법이라고 여겨졌다. 1975년 OPEC 회원국에서 유입된 오일 달러는 113억 달러였는데, 이 돈은 씨티그룹을 비롯한 미국의 대형 은행 7곳에 예치되어 있었다. 물론 씨티그룹이 가장 많은 오일달러를 유치했다. 석유 파동과 오일 달러 유입이라는 겉보기에 우연한 이 사건이 10년 뒤 씨티그룹의 국내외 대출전략에 상당한 영향을 끼쳤다. 일단 씨티그룹은 유입된 오일달러를 아르헨티나, 브라질, 에콰도르, 멕시코, 페루, 우루과이, 베네수엘라 등에 대출해주면서 이루 헤아릴 수 없는 수수료와 예대 마진을 챙길 수 있었다.
2007년 3월〈포브스 글로벌 2000〉에 따르면 씨티그룹은 총 자산 2조 4,000억 달러(2007년 9월 기준)에 달하는 세계에서 가장 큰 회사이다. 세계적으로 332,000여 명의 사원이 분포되어 있으며, 100개 이상의 국가에 2억 개가 넘는 고객 계좌를 보유하고 있다. 미국 국채의 주 딜러이고, 1997년부터 2009년까지는 다우 존스 산업평균지수의 구성 종목에 포함되어 있기도 했다. 주식의 단일 최대 주주는 아부다비 정부가 운영하는 투자 기관인 아부다비투자청이다. 이 국부펀드는 씨티그룹이 서브프라임 모기지 사태에 따른 손실 만회를 위해 대규모 상각을 발표한 이후, 2007년 말 75억 달러의 자본을 회사에 투자하는 대가로 4.9%의 지분을 얻어 최대 주주가 되었다. 씨티그룹의 제2대 주주는 3.6%의 지분을 갖고 있는 사우디아라비아의 왕자 Al-Waleed bin Talal 소유의 킹덤지주회사(Kingdom Holding Company)이다.
2007년에 벌어진 서브프라임 모기지 사태 이후 경영난을 겪어 다이너스 클럽을 2008년 7월 디스커버에 매각했다.

## 정보
서브프라임 모기지에 대한 부실 투자로 회사 순이익이 무려 57% 격감하자, CEO이자 회장직을 맡고 있던 척 프린스는 2007년 11월 4일 사임했다. 씨티그룹은 척 프린스의 갑작스런 사퇴 후 적당한 CEO 후계자가 없어 당황하였다. 씨티그룹의 유럽 시장을 이끌었던 윈 비스코프(Win Bischoff)를 임시 CEO로 임명했지만, 비크람 팬디트(Vikram Pandit) 현 CEO가 임명(12월 11일)되기 전까지 한 달이 넘도록 CEO 없이 위기와 맞서 싸워야 했다. 윈 비스코프도 같은 날 회장으로 선임되었다.
씨티그룹은 직급별로 다양하고 우수한 인재를 끌어들였기에 성공할 수 있었다. 그리고 이러한 능력은 그 자체로도 씨티그룹의 거대한 자산이기도 하다. 그 자체로 씨티그룹은 관련 조직과 협력하면서 대학생, 졸업생, 전문가 등 다양한 인재를 모집한다.

## 같이 보기
- 씨티은행
- 한미은행
- 경기은행
- 한국씨티은행